# 第二艦隊 (美國海軍)
美國海軍第二艦隊是美國海軍旗下負責美國東岸和北大西洋的一支艦隊。 艦隊在二次世界大戰之後為支援北大西洋公約組織而設立。 2011年9月，美國政府基於來自俄羅斯的威脅已經消失的看法，解除了第二艦隊的編制。2018年5月4日，美國海軍作戰部長约翰·理查德森上將宣布將重啟第二艦隊，以應對北約和俄羅斯之間日漸升高的緊張情勢。目前第二艦隊已於2019年12月31日全面投入運營。
第二艦隊歷史上的責任區域涵蓋北起北極南至加勒比海，西起美國東岸東至大西洋中央的約一千七百萬平方公里(六百七十萬平方英里)海域。相對的另一側美國西海岸則是從二戰之後至1973年的第一艦隊，以及1973年後的第三艦隊。
在2011年解編之前，第二艦隊以美國東海岸的海軍設施為母港，掌管大約126艘艦艇，4500架飛機，以及90000名人員。

## 歷史

### 解散
2010年8月21日，據報導，國防部長罗伯特·盖茨正在考慮廢除第二艦隊。
2011年1月6日，據國防部新聞文章報導，海軍將廢除第二艦隊，以“使用這些儲蓄和更多的資金來補充更多的船隻。” 2011年9月30日該艦隊在諾福克舉行的儀式中正式解散。
第二艦隊的職責和 第20特遣队指揮官的額外頭銜,同北約的由海向陸聯合作戰組織(CJOS-COE) 的職位一樣，被轉移到重組後的美國海軍艦隊司令部。

### 重建
2018年5月4日，“國防新聞”報導，海軍上將克里斯格雷迪宣布重建第二艦隊。  五角大樓發言人約翰尼邁克爾表示，“北約重新關注大西洋，以彰顯俄羅斯復興引發的巨大軍力競爭”，並指出這是重建艦隊的原因。
第二艦隊計劃於2018年7月1日正式恢復運作，最初有15名人員（11名軍官和4名入伍人員）的工作人員，但計劃要求其工作人員擴展到256人（85名軍官，164名入伍人員和7名平民）。   它將對美國東海岸和北大西洋的指定船隻，飛機和登陸部隊行使行動和行政管理機構的權力，並計劃和執行海上，聯合和聯合行動以及訓練，認證和提供海上部隊以應對全球突發事件。第二艦隊指揮官將向美國艦隊司令部報告。原先預計將於2018年7月1日重啟，美国参议院国防委员会通过指挥官提名。受提名的是安德鲁·刘易斯海军中将。 目前第二艦隊已於2019年12月31日全面投入運營。